# Stillworld
Stillworld es el segundo álbum de estudio de la banda estadounidense de metalcore Invent Animate. El álbum fue lanzado el 8 de julio de 2016 a través de Tragic Hero Records. Fue producido por Will Putney y Randy LeBoeuf.

## Lista de canciones
| N.º | Título             | Duración |  |
| 1.  | «Indigo»           | 4:15     |  |
| 2.  | «Agora»            | 3:51     |  |
| 3.  | «White Wolf»       | 3:29     |  |
| 4.  | «Celestial Floods» | 4:04     |  |
| 5.  | «Solace»           | 3:25     |  |
| 6.  | «Dead Roots»       | 3:41     |  |
| 7.  | «Vacant»           | 3:36     |  |
| 8.  | «Midnight Hymn»    | 3:17     |  |
| 9.  | «Darkbloom»        | 4:00     |  |
| 10. | «Soul Sleep»       | 4:17     |  |

## Personal
Invent Animate
- Ben English - voz principal
- Keaton Goldwire - guitarra principal
- Caleb Sherraden – bajo, coros
- Trey Celaya – batería, coros